# 李旭阁

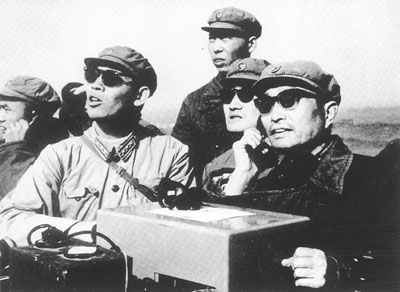
1964年10月16日，中国第一颗原子弹爆炸后，张爱萍在现场向周恩来报告。张爱萍身旁为李旭阁。

李旭阁（1927年1月31日—2012年10月6日），男，河北省唐山市滦南县人，中国人民解放军高级将领，中将军衔。

## 生平
1943年参加八路军，在冀热辽军区从事敌后作战。第二次国共内战时期在华北军区第八纵队（后为65军）作战，中华人民共和国成立时为团参谋长。1951年参加朝鲜战争，在中国人民志愿军司令部任职。1953年回国后任总参谋部作战部空军处参谋。1955年获少校军衔、三级解放勋章。1956年1月1日，李旭阁作为听课人中年纪最轻、职务最低的军官听取了钱学森关于火箭的讲座。1958年1月11日，解放军组建第一个导弹训练机构长辛店炮兵教导大队，李旭阁作为总参谋部作战部的代表成为第一期学员。1964年，李旭阁被张爱萍上将抽调，出任国家核试验办公室主任，参加中国第一颗原子弹和第一颗导弹的实验工作。李旭阁曾亲自坐直升机深入爆心探查，受到辐射沾染。1969年，李旭阁前往新疆伊犁组建陆军第三师防备苏联，文革后调回总部出任总参谋部作战部副部长。1982年，李旭阁任二炮副司令员，1985年任二炮司令员，1988年获中将军衔。
1990年，由于东风-31还不能在短期内服役，代号为东风-5甲的东风-5改进型方案提上日程。在东风-5甲项目的推进过程中，李旭阁积极奔走，终于以“专项资金”的名义将项目上马。最终东风-5甲在较短时间内以较少的经费获得了较大的性能提升：射程增加了3000公里，还新增了诱饵突破反导系统的能力。东风-5甲在1990年代中期便投入服役。
1992年退役。
2001年李旭阁被查出患有肺癌，切除左肺。2012年10月6日,李旭阁在北京逝世。

## 观点

### 新中国三大决策
李旭阁认为，新中国的历史性大决策中，堪称中国大决策的有三件事：一是抗美援朝，二是发展两弹一星，三是改革开放。三大决策对中华民族历史进程的影响将会长达百年，甚至更远，并荫泽万世。而李旭阁这代人的命运，都与这三个历史性事件息息相关。